# عبد الله مسعود (لاعب كرة قدم)
عبد الله مسعود كامل، لاعب كرة قدم سعودي يلعب حالياً في نادي الحوراء معار من نادي الخلود.

## مسيرة اللاعب
لعب في الفئات السنية في النادي الأهلي و لعب بعدها مع نادي الخلود ونادي الحوراء.